# Saimax

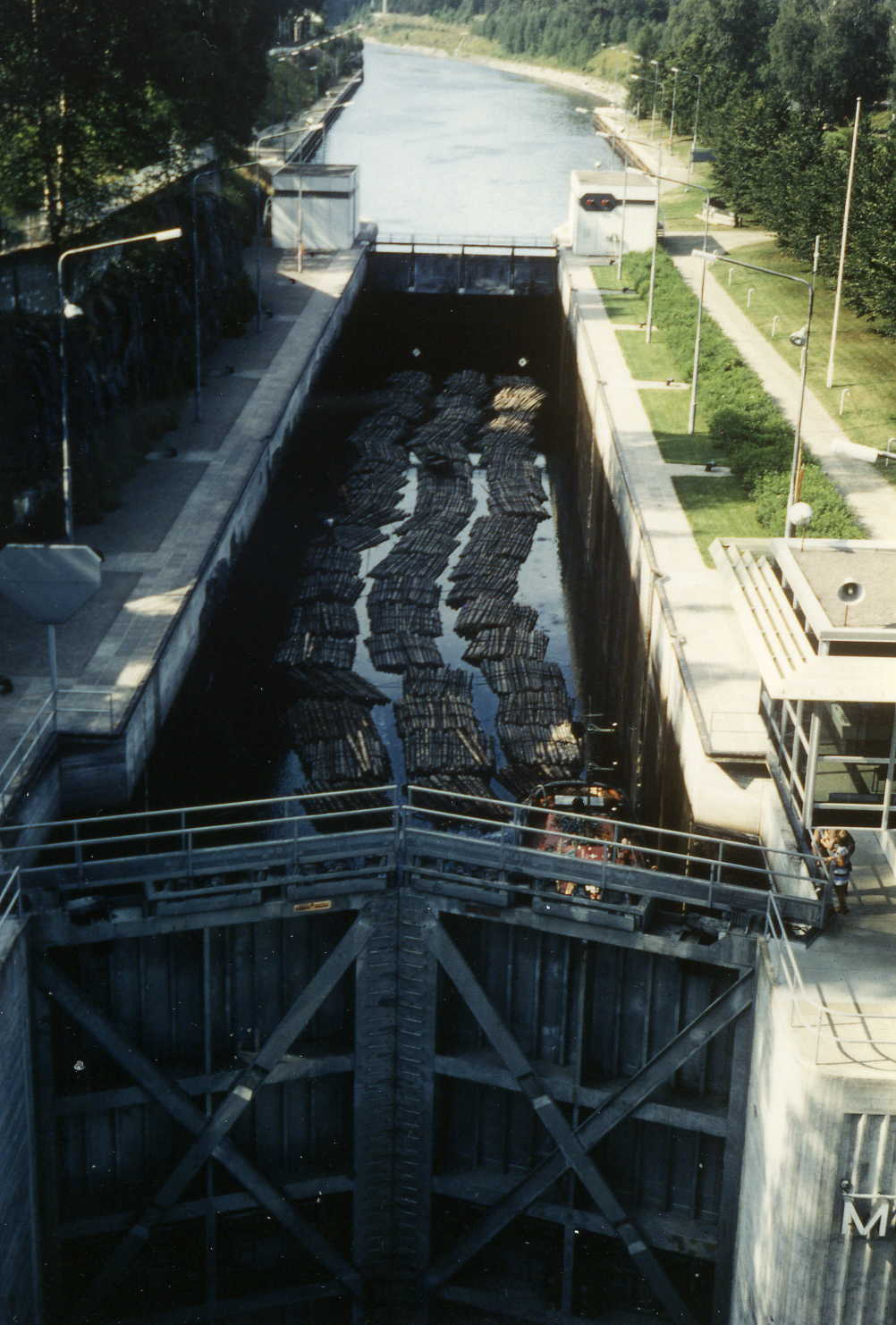
Mälkiä sluss i Saima kanal.

Saimax är en klassificerande storleksbeteckning på de fartyg som är byggda för att precis kunna rymmas i Saima kanals slussar. Ordet är lanserat av StoraEnsos logistikchef Antti Vehviläinen. Förebilden var Panamax-klassificering.
Saimax mått:
- Största längd: 82,5 m
- Största bredd: 12,6 m
- Största djup (mätt från vattenytan): 4,35 m
- Största höjd (mätt från vattenytan): 24,5 m
- Fartyget måste vara utrustat med AIS och två Marin VHF-apparater